# Aytonia extensa
Aytonia extensa là một loài rêu trong họ Aytoniaceae. Loài này được Stephani mô tả khoa học đầu tiên năm 1893. Danh pháp khoa học của loài này chưa được làm sáng tỏ. 